# Selongey
Selongey é uma comuna francesa na região administrativa da Borgonha-Franco-Condado, no departamento de Côte-d'Or. Estende-se por uma área de 46,78 km². Em 2010 a comuna tinha 2 446 habitantes (densidade: 52,3 hab./km²).